# Rescue (Silverstein)
Rescue è il quinto album della band canadese Silverstein, pubblicato con etichetta Hopeless Records il 26 aprile 2011. È il primo album pubblicato dalla band per la nuova casa discografica, dopo aver lasciato la Victory Records l'anno precedente.
Due delle canzoni, ovvero Sacrifice e Darling Harbour, erano già state pubblicate nell'EP Transitions, pubblicato nel dicembre 2010, il quale conteneva anche una versione acustica di Replace You e la bonus track Dancing on My Grave. The Artist invece era stata pubblicata il 16 aprile 2011 sul vinile Support Your Local Record Store. Dall'album sono stati girati quattro video musicali, per le canzoni Sacrifice, The Artist, Burning Hearts e Forget Your Heart.
L'album è stato descritto dal cantante Shane Told come "un incrocio tra Discovering the Waterfront e A Shipwreck in the Sand". Told ha anche affermato che rispetto al precedente album, Rescue è un po' più pulito e un po' meno aggressivo, anche se non mancano parti pesanti. Tramite quest'album, i Silverstein hanno fatto da testimonial per peta2 contro l'abbandono degli animali domestici.

## Storia
Il 25 giugno 2010 tramite un post su Facebook la band avvisa che dopo un ultimo tour estivo negli Stati Uniti inizierà le registrazioni per un nuovo album e che alcune delle nuove canzoni potrebbero essere suonate per la prima volta nel corso del tour. Alcune voci dicono che il titolo del nuovo album sarà Set This All Ablaze (frase peraltro presente nella canzone Broken Stars, dal precedente lavoro A Shipwreck in the Sand), ma una nota del cantante Shane Told l'8 ottobre smentisce quest'ipotesi. Inoltre viene confermato che la band ha lasciato l'etichetta storica Victory Records. Una successiva nota del 15 novembre annuncia che la band ha firmato un contratto con la Hopeless Records per Stati Uniti, Europa e Giappone, e con la Universal per il Canada, dicendosi entusiasta di poter lavorare con persone con cui il gruppo è in rapporto di amicizia da lungo tempo. Inoltre viene annunciata l'uscita dell'EP Transitions, contenente due tracce che figureranno poi nel nuovo album, per il 7 dicembre.
Il 3 dicembre viene messa a disposizione su Facebook e MySpace la canzone Sacrifice, da Transitions, che poi comparirà anche in Rescue. Il 6 febbraio 2011 i Silverstein tengono un concerto gratuito a Toronto, durante il quale il regista Robby Starbuck filma un video che sarà poi utilizzato come videoclip per la canzone The Artist, e presentato in anteprima sul sito di Alternative Press il 28 marzo. Il 9 febbraio viene infine annunciato su Facebook e Tumblr che il titolo del nuovo album sarà Rescue e che il disco sarà pubblicato il 26 aprile, mentre pochi giorni dopo, il 15 febbraio, ne viene mostrata la copertina. Una nuova canzone tratta da Rescue, Burning Hearts, viene trasmessa in anteprima su 89X Radio il 9 febbraio e nei giorni successivi. The Artist è il secondo singolo tratto da Rescue, scaricabile in formato digitale su iTunes a partire dal 1º aprile. Un'altra canzone dell'album viene resa disponibile in anteprima l'8 aprile sul sito Revolvermag.com; si tratta di Intervention. Il 1º marzo era stato caricato su YouTube un video per Sacrifice.
Pochi giorni prima dell'uscita dell'album, il 16 aprile, in occasione del Record Store Day esce l'EP Support Your Local Record Store, il quale contiene anche The Artist. Il 30 marzo la band annuncia che la versione standard di Rescue conterrà anche 6 bonus tracks. A due giorni dalla pubblicazione, Rescue viene messo a disposizione per intero per un preascolto su AbsolutePunk e successivamente anche su AOL Music. L'album viene finalmente pubblicato il 26 aprile, come ampiamente annunciato. Il 10 giugno, su AOL Music, viene trasmesso in anteprima il video per Burning Hearts, diretto da Colin Minihan, mentre il video per il quarto singolo, Forget Your Heart, diretto da Brooks Reynolds, è pubblicato in maniera non ufficiale sul profilo di Vimeo del regista il 4 febbraio 2012. La pubblicazione ufficiale viene posticipata al 6 giugno, quando viene resa disponibile su Xbox per i possessori del Pass di Microsoft Zune.

## Background

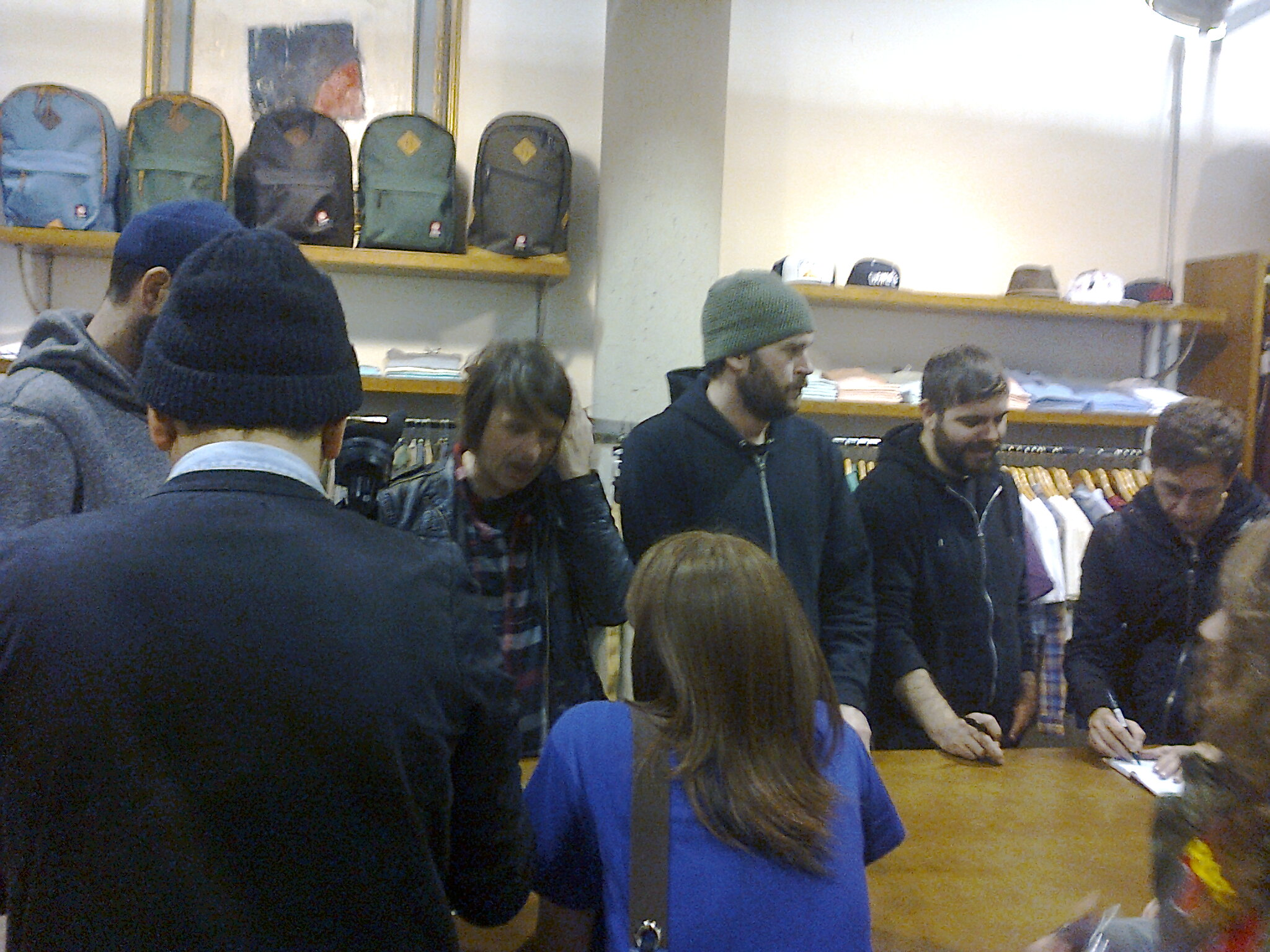
La band mentre firma autografi a Legnano prima di un concerto.

Il cantante della band, Shane Told, ha detto in un'intervista che il modo in cui è stato concepito e registrato questo album è diverso rispetto ai precedenti: negli altri album la band aveva avuto a disposizione un intero periodo per scrivere le canzoni e poi registrarle, mentre nel 2010, quando Rescue è stato scritto e registrato, la band ha partecipato a numerosi tour, ed è entrata in studio varie volte nel corso dell'anno, avendo così il tempo di riflettere su quanto avevano fatto ed apportare eventuali migliorie. Il chitarrista Neil Boshart ha aggiunto che l'album si presenta come una sorta di "ritorno alle proprie radici", che stanno nel punk rock e nella musica veloce in generale. A differenza del precedente lavoro A Shipwreck in the Sand, che era un concept album, per Rescue Shane ha preferito scrivere canzoni differenti su temi vari.
La scelta del produttore è ricaduta su Jordan Valeriote perché localizzato nella zona d'origine dei Silverstein, e la vicinanza alle proprie case ha permesso alla band un approccio più tranquillo e rilassato alla fase di registrazione, che è stata effettuata senza doversi ulteriormente spostare in altri Paesi o altri Stati.

## Critica
La critica ha mostrato reazioni miste nei confronti dell'album. Un punto in comune tuttavia è stato trovato nel fatto che mentre i vecchi fan della band troveranno probabilmente Rescue un album gradevole, il disco difficilmente attrarrà molti nuovi ascoltatori, perché si mantiene nel solco scavato dai precedenti 4 lavori, senza mostrare grandi cambiamenti.
AbsolutePunk, con Thomas Nassiff, rimarca questo fatto, e assegna a Rescue un punteggio del 72%. Il recensore afferma "Ai fan dei Silverstein piacerà questo disco, mentre agli altri non piacerà", dichiara di apprezzare comunque particolarmente canzoni come Intervention, Texas Mickey e The Artist e conclude chiedendosi se non sia ora per la band di provare a cambiare un po' il suo stile, per assecondare un mercato musicale che è in continua evoluzione. Corey Hoffy, al contrario, dà all'album un notevole 89%, considerando Rescue "una perla". Pur non essendo nulla di innovativo, mostra una maturazione della band nel sound e nei testi, con Intervention, Texas Mickey ed In Memory Of... come migliori tracce.
Anche Sputnikmusic.com offre una recensione molto positiva, assegnando all'album una valutazione di 4/5. Il recensore trova positivo il fatto che la band abbia trovato un proprio percorso ed un proprio genere nel quale si è specializzata, e vede le migliori canzoni in Medication ("inizia l'album in maniera molto positiva e costruisce un fantastico climax"), Texas Mickey (in cui elogia soprattutto l'intervento di Anthony Raneri) e The Artist. Una critica viene però mossa ai testi, che sono giudicati troppo convenzionali e scontati.
Allmusic dà all'album un voto di 3/5, ribadendo che la band invece di avventurarsi su nuove strade per seguire le mode, ha preferito ancora una volta restare su sentieri sicuri e raffinare il proprio sound, producendo così un album che, pur avendo poche probabilità di fare tanti proseliti, risulterà gradito alla maggior parte dei fan. Rocksound valuta l'album con un 7/10, affermando che la formula utilizzata è sempre la stessa, ma quantomeno è usata in modo sincero. Intervention e The Artist sono giudicate all'altezza delle canzoni su Discovering the Waterfront, anche se questo è forse segno che il sound del genere in sé appare un po' "datato".
Il sito italiano RockLine.it ha dato all'album un voto di 4/10, criticando la ripetitività che i Silverstein dimostrano verso un genere ormai in decadimento, salvando la sola Intervention "per effetto di un chorus old school ancora effervescente". E continua "il ridicolo aumento numerico di break down, (...) così come l'inserimento forzoso di fastidiose accelerazioni uptempo, (...) non aiutano certo a rinfrescare e risvegliare un sound totalmente statico e stantio, ancora rigidamente vincolato all'emocore della prima ora, genere ormai inflazionato e che anno dopo anno ha perso evidentemente appeal e significato."

## Classifiche
Nella settimana di debutto, Rescue vende 11 060 copie e si classifica in una discreta 38ª posizione nella Billboard 200, ovvero la classifica generale negli Stati Uniti. Nelle altre classifiche, Rescue è 11º nella categoria Rock, 5º nella classifica degli album indipendenti, 6º nella classifica Alternative, 18º nella classifica degli album su Internet e 23º in quella digitale. Alla seconda settimana nei negozi, tuttavia, il disco vede un decremento delle vendite del 68% e scende alla posizione 145.
| Classifica                | Posizione |
| ------------------------- | --------- |
| Stati Uniti               | 38        |
| Stati Uniti (rock)        | 11        |
| Stati Uniti (independent) | 5         |
| Stati Uniti (alternative) | 6         |
| Stati Uniti (digital)     | 23        |
| Stati Uniti (internet)    | 18        |

## Titolo e canzoni
Il cantante Shane Told ha spiegato la scelta del titolo, dicendo che la band ha cercato un elemento comune a tutte le canzoni dell'album, e questo elemento è stato identificato nella speranza. Come spiegato da Told, "(Rescue) è ovviamente una parola positiva, ed anche una molto potente, che può inserirsi nella vita di tutti i giorni. Credo che le persone cerchino costantemente di salvarsi [rescue, in inglese] da una brutta situazione per mettersi in una situazione migliore e vivere meglio la loro vita".

### Medication
La canzone non era inizialmente stata pensata per essere la opening track, ed infatti l'intro iniziale è stata aggiunta successivamente. Shane Told ha affermato: "A volte l'ispirazione può arrivare dalle cose più inaspettate. Ero a casa della mia ragazza mentre lei era al lavoro, cercavo qualche spunto per una canzone. Non ho mai sofferto veramente del blocco dello scrittore, ma quel giorno ci ero vicino. Dopo un po' di tempo che guardavo in giro per la stanza, ho notato un poster sulla parete che diceva “Keep Calm and Carry On.” (Mantieni la calma e vai avanti). E questo mi ha fatto pensare alla depressione, alle malattie della mente e quanto possano colpire la vita di una persona. C'è chi prende dei medicinali, e questo lo aiuta; c'è chi invece è messo peggio. È di questo che parla la canzone." Varie frasi all'interno della canzone sottolineano questo tema; esemplificativo il ritornello: "Put me under, now I'm powerless. I'll take it all, I can't breathe without you" (Sottomettimi, adesso sono in tuo potere. Prenderò tutto, senza di te non posso nemmeno respirare) Il poster è anche riportato all'interno della confezione del CD, ed era originariamente un manifesto prodotto dal governo inglese nel 1939 per spronare la gente a rimanere positiva nonostante la guerra alle porte. Riscoperto negli anni 2000, è diventato un tormentone sui social network come Facebook, dove sono nate migliaia di varianti a questa versione del poster.

### Sacrifice
È stata la prima canzone pubblicata in anteprima su internet, il 3 dicembre 2010, e successivamente inserita nell'EP Transitions. Il 1º marzo 2011 è stato pubblicato su YouTube un video per la canzone, girato dal chitarrista Josh Bradford. Inizialmente doveva essere la opening track dell'album, anche se poi gli è stata preferita Medication. Nel testo può essere letta una critica verso l'industria della musica (compresa la precedente etichetta della band), che viene accusata di sfruttare cinicamente le persone con l'unico scopo di trarre profitto (si veda "You'll take your share at anyone's cost" - "La tua parte te la prendi a costo di chiunque"). Nel finale, Told canta che saprà rialzarsi e ricominciare da capo, probabile allusione alla scadenza del contratto con la Victory Records e quindi alla sensazione di libertà che la band ne ha derivato. Told ha dichiarato di avere trovato il riff iniziale mentre si divertiva a suonare la chitarra aspettando che la sua ragazza si preparasse per uscire, e di aver quindi trovato il giusto prosieguo in meno di cinque minuti. Nella prima strofa si possono leggere delle velate allusioni al tema del precedente album A Shipwreck in the Sand quando vengono menzionati l'atto dell'appiccare il fuoco e la nave.

### Forget Your Heart
Quarto singolo estratto dall'album, il video, diretto da Brooks Reynolds, è stato pubblicato su Vimeo il 4 febbraio 2012. Il testo sembra parlare di una relazione amorosa, di come il cuore possa portare una persona alla disperazione quando le cose non vanno bene come dovrebbero e di come ci si attacca al ricordo della felicità di un tempo, senza rendersi conto che la vita va avanti e che la cosa più saggia sarebbe cercare di non sprecare la propria vita a rincorrere i fantasmi del passato. Told ha detto di aver scritto l'intro di chitarra di questa canzone circa cinque anni prima dell'album in previsione di una canzone lenta e un po' malinconica, ma di non esser mai riuscito a portarla avanti. In seguito ha deciso di trasformare la canzone, facendola passare da un'intro malinconica ad un ritornello super-catchy, giungendo ad un buon risultato. "Mi piace questa canzone perché quando la ascolti ti porta in un sacco di posti diversi". Una versione suonata col piano è stata aggiunta alla versione australiana del disco e scaricabile su iTunes.

### Intervention
Tra le bonus tracks del CD c'è una versione demo di questa canzone, con un ritmo più lento, che non aveva soddisfatto nessuno dei membri della band. La canzone è stata trasmessa in anteprima l'8 aprile 2011 sul sito Revolvermag.com. Il testo sembra parlare della guerra e di come le atrocità che vi si commettono (tipo l'uccisione di vittime innocenti che viene menzionata nel ritornello) e il clima di odio e paura possano penetrare nelle menti dei soldati fino a condizionarli e spossessarli della loro identità. Come detto nel finale della canzone, il messaggio convogliato ai soldati è che la mente è come una macchia e per essere pronti a combattere ed obbedire bisogna cancellarla. Al contrario, Told afferma che sono proprio i ricordi a dire chi si è veramente e a distinguere le persone, e questa cosa pare essere dimenticata nei territori di guerra, dove "la ragione viene data via in cambio della totale perdita del proprio controllo" anche se un soldato si sforza di non esserne privato.
La critica si è dimostrata generalmente favorevole verso questa canzone, elogiandone in particolare il ritornello "old school ancora effervescente".

### Good Luck with Your Lives
La canzone nasce da un riff improvvisato del chitarrista Neil Boshart durante alcune prove, subito piaciuta agli altri membri della band, che in un paio d'ore, partendo da quello spunto, ha completato il resto della musica; scrivere il testo, al contrario, è risultato più complicato, secondo quanto detto da Told, perché la volontà era di mettere bene in evidenza quella parte di chitarra, senza che interferisse la voce. Told ha affermato che, sebbene ogni canzone sia aperta a più interpretazioni, potrebbero esserci dei riferimenti all'industria della musica dietro al testo di questa traccia. Il bassista Billy Hamilton ha ribadito quest'ultimo concetto, dichiarando che dopo 7-8 anni di esperienza nel mondo delle case discografiche, hanno scritto questa canzone come una sorta di analisi di quello che hanno visto e sperimentato. Molte frasi nel testo lo confermano, a partire dalla prima strofa dove a parlare è la supposta industria musicale (o la precedente etichetta della band), che dice freddamente di aver guardato la band negli occhi ed averle raccontato le più miserabili bugie, di averla abbracciata e non avere in realtà alcun sentimento; ed aggiunge che tutto questo andrà avanti sinché la band non si deciderà a dire basta ed allontanarsi da questo mondo (come hanno fatto i Silverstein firmando per la Hopeless Records). Fatto questo, tuttavia, essa sarà sempre pronta a rimproverare chi se ne va chiamandolo "ingrato" e "sleale".

### Texas Mickey
Anche di questa canzone è presente una versione demo fra le bonus tracks del CD. Nel finale della canzone, c'è una parte cantata da Anthony Raneri dei Bayside, che non è invece presente nella versione demo: la maggior parte dei membri della band trovava questa canzone troppo "piatta", e l'intervento di Raneri è servito a renderla più dinamica. L'espressione "Texas Mickey" è un'espressione canadese che indica una grossa bottiglia di alcool della capacità di 3 litri, ed infatti il testo parla apparentemente dei problemi, anche sociali, per una persona derivanti dalla dipendenza che l'alcool può creare. Questa, come detto nel finale della canzone, può anche trarre origine dalla mancanza di amore ed affetto che chiunque può aver sofferto, soprattutto in giovane età.
È una delle canzoni più apprezzate dalla critica, che elogia il mix ben riuscito con la voce di Raneri.

### The Artist
Secondo singolo tratto da Rescue, il video della canzone è stato girato da Robby Starbuck durante un'esibizione live dei Silverstein a Toronto il 6 febbraio 2011. La canzone è stata in anteprima su Alternative Press il 28 marzo e successivamente è stata pubblicata nel vinile Support Your Local Record Store il 16 aprile. Told duetta qui con Brendan Murphy dei Counterparts. È una delle canzoni preferite da Told ed è stata l'ultima ad essere scritta, in Rescue. L'idea di base è stata quella di comporre una canzone molto più pesante di tutte le altre, senza sottostare a tante regole musicali.
Il testo sembra riprendere il tema del rapporto tra l'industria della musica e le band (rappresentate tramite l'immagine dell'Artista), evidenziando il soffocamento cui queste sono sottoposte e il cinico perseguimento del mero interesse personale che attua la prima. Già dalla prima strofa viene presentata l'immagine dell'artista che viene ucciso e privato della sua anima, seguita dalla sorta di refrain in cui si dice che sono loro (le case discografiche) a decidere chi può continuare a vivere nel mondo della musica e chi no (chi muore). Le altre band si allontanano esse stesse da quelli che vengono "uccisi" perché anche molte di loro sono interessate unicamente all'aspetto pecuniario della cosa, vanificando così tutto quanto di buono il gruppo aveva fatto nella sua breve "vita". Poi può anche succedere, come messo in risalto nella terza strofa, che qualcuno, per crudele sadismo, ritiri fuori la band dal suo sepolcro, dal dimenticatoio, e le dia una falsa speranza cui aggrapparsi di rivivere i fasti di un tempo, solo per essere in breve tempo delusa, e capire che piano piano tutti i bei ricordi svaniranno nel nulla e tutta la vita sarà vissuta nel rimpianto di quello che un tempo si era avuto.

### Burning Hearts
Nella scrittura di questa canzone, Told e Boshart hanno affermato di essersi ispirati allo skate punk. Una versione acustica della canzone è presente nel CD come bonus track, mentre la canzone in full è presente sulla compilation Another Hopeless Summer 2011. 89X Radio ha trasmesso in anteprima la canzone per alcuni giorni a partire dal 19 febbraio 2011.
I fan del gruppo hanno quasi unanimemente considerato questa come una delle migliori canzoni dell'album.

### Darling Harbour
La musica per questa canzone è stata scritta dal chitarrista Josh Bradford nel 2009, poco prima di terminare le registrazioni per A Shipwreck in the Sand, ma per mancanza di tempo non è stata registrata per quell'album. Told ha considerato questa come una scelta felice, perché la canzone non si sarebbe ben adattata al resto dell'album. Darling Harbour è una baia di Sydney, citata dalla band come uno dei posti più belli in cui sia stata. L'idea per il testo nasce mettendo insieme un sogno che Told ha fatto (in cui immaginava di essere in Australia), dopo aver guardato la sera precedente un episodio di Lost. King Street, menzionata nel testo, è una strada di Sydney particolarmente apprezzata dalla band. Nel testo è menzionata la frase "newly risen, how brightly you shine", che è il motto del Nuovo Galles del Sud. I riferimenti al 43º e al 34º parallelo equivalgono alla latitudine di Sydney e di Toronto. La canzone è anche presente nell'EP Transitions pubblicato il 7 dicembre 2010.
La critica ha quasi unanimemente individuato in Darling Harbour la canzone peggiore dell'album, specialmente per il testo, giudicato troppo scontato; ma anche il ritornello è stato giudicato poco incisivo.

### Live to Kill
Secondo quanto affermato da Told, questa canzone parla della rivalità che molte band sembrano avere l'una con l'altra, e la loro pretesa di essere migliori o più importanti delle altre, cosa che Told ha dichiarato di trovare "infantile e fastidiosa". "In 11 anni ho visto molte band che arrivano dal nulla, diventano improvvisamente milionarie e perdono tutto altrettanto velocemente".

### Replace You
La canzone è stata inizialmente scritta per essere solamente acustica, così come compare nell'EP Transitions, ma poi, come spiegato da Told, avendo dimenticato in sala prove il capotasto usato sul quarto tasto della chitarra durante la composizione della canzone e volendo continuare a lavorare a casa sulla melodia, è stata adattata per una nuova versione, stavolta elettrica. Il testo sembra parlare di una relazione tra due persone che viene lentamente deteriorata dal cambiamento che una delle due attraversa, fino al punto che l'altra persona dice di non poter più rimanere con lei, ora che non riesce quasi più nemmeno a guardarla in faccia, da tanto che è cambiata. Ma come ogni cosa nella vita, anche l'amore è come un ciclo, e quando tutto questo cambiamento si sarà acquietato, la loro vita riprenderà normale come prima e loro stessi ripeteranno i medesimi errori commessi nel passato. La versione acustica è anche presente come bonus track nel CD.

### In Memory Of...
Told ha spiegato che la canzone è stata scritta in memoria di suo cugino Gordon, morto nel 2006 a soli 24 anni in un incidente su una motoslitta, evento che ha particolarmente colpito il cantante, ma che non era ancora riuscito a tradurre in parole. "È una canzone molto personale, riguardo alla morte e al fatto che spesso non si capisca quanto è prezioso il tempo che ci è dato di passare con la famiglia e con le persone che si amano. Spero che sia di aiuto per coloro che hanno perso una persona cara." La "400" menzionata nel testo è la King's Highway 400, un'autostrada canadese che collega Toronto con le regioni del centro-nord. Una versione demo della canzone è presente nel CD come bonus track.

### Dancing on My Grave
La canzone appariva già sull'EP Transitions, pubblicato nel 2010. Il cantante Shane Told ha così spiegato l'origine della canzone: "Quando non sono in tour passo molto tempo nella periferia di Detroit, nel Michigan, e una volta mentre guidavo ho visto un adesivo sul posteriore di un SUV della Lexus. C'era scritto "Le mie preghiere sono rivolte a Detroit". Se leggi i giornali sai che l'economia degli Stati Uniti è in un pessimo momento, e Detroit è una delle città più colpite dalla crisi.
Da quelle parti c'è una netta separazione tra le persone più facoltose, che vivono nella periferia della città, e quelle meno abbienti che vivono nella città in sé. Quello che mi ha colpito non è stato semplicemente il fatto che l'unica cosa che questa persona potesse fare per la sua città fosse quella di pregare per lei, ma che andasse in giro a sbandierarlo come se stesse facendo qualcosa di molto importante per il bene della città. La città ha bisogno di persone che la aiutino in molti modi. Sono rimasto davvero colpito, perché è una città che mi sta molto a cuore. La canzone è scritta dalla prospettiva della città."

## Tracce
Tutti i testi sono di Shane Told. Gli autori della musica sono indicati tra parentesi.
Standard edition
1. Medication (Boshart/Silverstein) – 4:30
2. Sacrifice (Told) – 2:37
3. Forget Your Heart (Told) – 3:45
4. Intervention (Boshart) – 3:06
5. Good Luck with Your Lives (Boshart/Silverstein) – 3:24
6. Texas Mickey (ft. Anthony Raneri) (Boshart/Silverstein) – 2:41
7. The Artist (ft. Brendan Murphy) (Told e Bradford) – 3:06
8. Burning Hearts (Boshart) – 3:02
9. Darling Harbour (Bradford) – 2:53
10. Live to Kill (Told) – 2:35
11. Replace You (Told) – 3:25
12. In Memory Of... (Boshart) – 4:46

CD bonus tracks
1. Burning Hearts (Acoustic version) – 3:27
2. Texas Mickey (Demo) – 3:03
3. Intervention (Demo) – 3:11
4. In Memory Of... (Demo) – 4:39
5. Dancing on My Grave – 3:16
6. Replace You (Acoustic version) – 3:42

Australian and iTunes bonus track
1. Forget Your Heart (Piano version) – 3:34

## Artwork
La copertina del CD, firmata da Martin Wittfooth (che aveva già realizzato le copertine di tutti i precedenti lavori della band), è stata presentata il 15 febbraio 2011 su Facebook. Raffigura in primo piano un'aquila con le ali spiegate che regge una lanterna accesa. L'aquila è citata nella canzone Burning Hearts ("It's all my fault, this eagle's flying down below where shadows fall", cioè "È tutta colpa mia, quest'aquila è in volo verso il basso dove calano le tenebre"), mentre la lanterna è un simbolo di quella speranza che è anche presente nel titolo dell'album, Rescue (ovvero "salvezza"). Sulla copertina non compaiono né il nome della band, né il titolo del disco, a differenza dei precedenti album. Questa scelta permette peraltro di rispettare la perfetta simmetria del disegno. Aprendo la confezione del CD, si trovano alcune immagini dipinte a mo' di olio su tela in uno stile che ricorda quello impressionista, tra le quali una vista sui palazzi attigui da una finestra; un poster con la scritta "Keep calm and carry on" ("Mantieni la calma e vai avanti"), simile a quello presente in casa della ragazza del cantante Shane Told e che gli ha ispirato la prima frase della opening track Medication; e un armadietto con i medicinali, anch'esso riferimento alla canzone precedente. Sul retro della custodia, oltre alle tracce dell'album, si trova un disegno con una spiaggia sulla quale è stata tracciata la scritta "Rescue" (la "e" finale è tagliata), equivalente ad un SOS, e sullo sfondo si nota un incendio con del fumo (probabilmente una nave andata in fiamme -concetto che ricorda il tema di A Shipwreck in the Sand- con un naufrago che è riuscito a raggiungere la spiaggia e scrivere sulla sabbia la sua richiesta di aiuto). Sul compact disc è ripetuta l'immagine dell'aquila con la lanterna, senza alcuna scritta, mentre il booklet riporta in copertina la scritta "RESCUE" e sotto, in verde, una cartina della regione di Toronto, hometown dei Silverstein. La stessa cartina fa da sfondo all'interno del libretto dove sono riportati i testi delle canzoni, mentre sul retro è ripetuta l'immagine che compare dietro alla confezione del CD (quella della spiaggia) come sfondo per i credits ed i ringraziamenti, ed infine nell'ultima pagina c'è una foto del quintetto scattata da Brooks Reynolds.
L'imballaggio del CD non è in plastica come per la maggior parte degli album, ma è fatta di cartoncino -così come gli altri album della Hopeless Records- che è più ecologico.

## Formazione
- Shane Told - voce
- Josh Bradford - chitarra ritmica
- Neil Boshart - chitarra elettrica
- Paul Koehler - batteria
- Billy Hamilton - basso

### Personale aggiuntivo
- Anna Jarvis - violoncello
- Paul Marc Rousseau e Ben Bradford - cori
- Jordan Valeriote - produttore e tecnico audio
- Cameron Webb - Mixaggio
- Joah Carvalho - mastering
- Inaam Haq - Assistente tecnico audio
- Shaun Gowman - Tecnico della batteria
- Brooks Reynolds - Fotografo[38]
- Martin Wittfooth - Artwork
- Sons of Nero - Layout